# Beleg van Groenlo (1595)
Het Beleg van Grol in 1595, was een belegering van de veste Grol, tegenwoordig Groenlo geheten, door het Staatse leger onder leiding van Maurits van Nassau, de latere prins van Oranje, ten tijde van de Tachtigjarige Oorlog. Het beleg duurde van 14 tot 24 juli, waarna Mondragon met zijn leger arriveerde en Maurits zich terug trok. Twee jaar later in 1597, zou Maurits terugkeren en Grol na een beleg van 17 dagen innemen. Deze twee belegeringen waren onderdeel van wat later de Tien Jaren zou gaan heten.

## Voorgeschiedenis

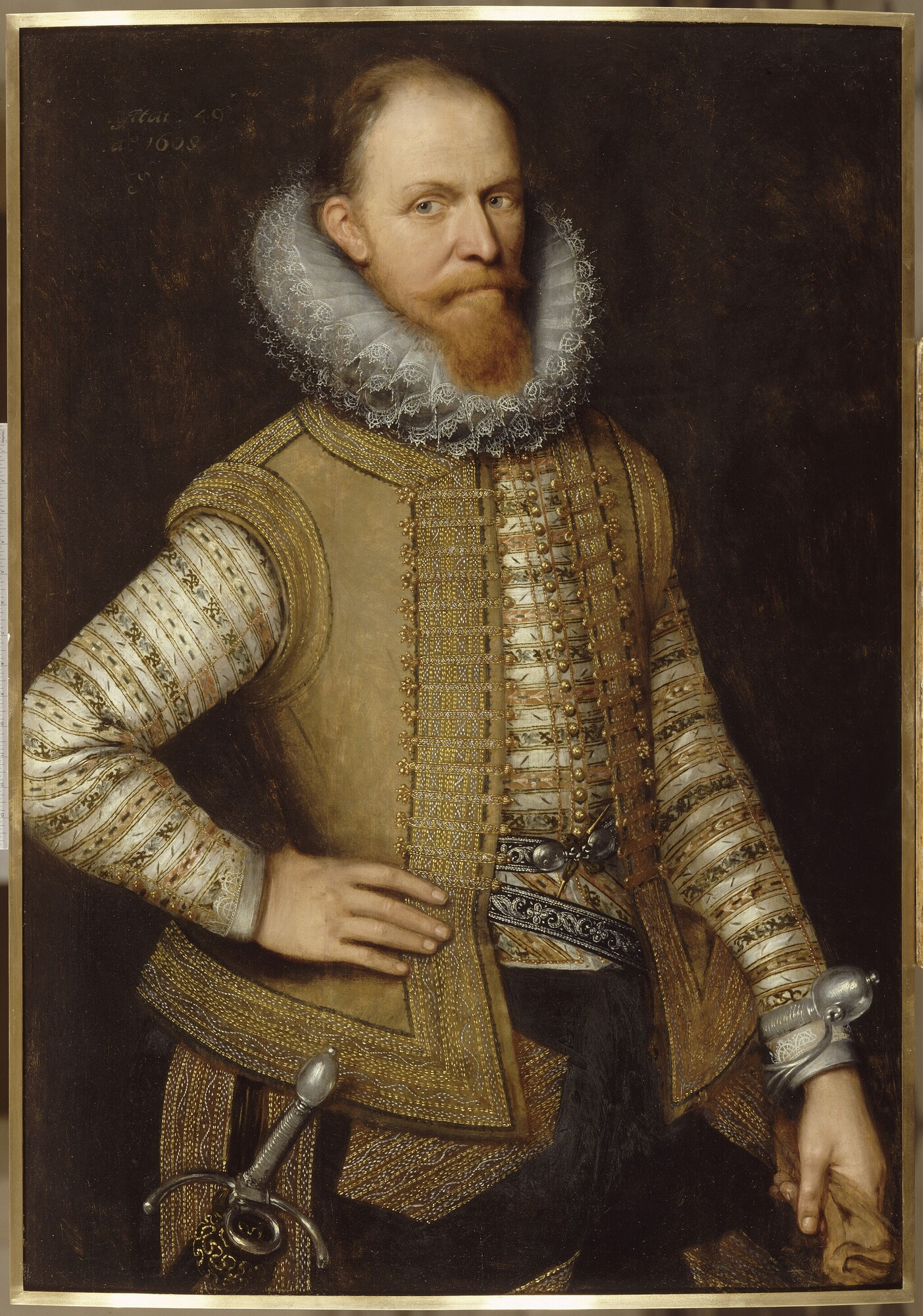
Maurits van Nassau als de latere prins van Oranje

De vestingstad Grol was een kleine, maar relatief belangrijke stad in het oosten van de Republiek, met name door zijn ligging aan de grens met de Duitse gebieden. Het had een strategische plek op de handelsroute tussen Duitsland en de Nederlandse Hanzesteden, zoals Deventer en Zutphen. Gelegen in een moeilijk bereikbare regio, was de stad door de eeuwen heen steeds verder uitgebouwd tot een versterkte vesting met een stadsgracht, bolwerken en kanonnen van waaruit de omgeving gecontroleerd kon worden. Grol was samen met Antwerpen en Utrecht een van de weinige plekken in de Nederlanden met moderne defensiewerken, andere steden moesten het nog doen met slechts middeleeuwse muren.

Graaf van Rennenberg had na zijn besluit in 1580 om naar de Spaanse zijde over te lopen, Grol datzelfde jaar nog ingenomen voor de Spaanse Nederlanden. Na de dood van Rennenberg in 1581 nam Francisco Verdugo zijn taken over. Grol was een garnizoensplaats om troepen veilig onder te brengen en bleef zo jarenlang vrijwel ongemoeid in Spaanse handen. De hertogdommen Gülik, Kleef en Berg betaalden het Spaanse garnizoen in Grol. 

Stadhouder van Holland, Zeeland en Utrecht, Maurits van Oranje, was begonnen aan een offensief tegen Alexander Farnese, de hertog van Parma, om de steden in Spaanse handen terug te veroveren. Van 1590 tot 1593 werden zo onder andere Breda, Deventer en Zutphen terug gewonnen voor de Republiek. In 1594 wilde Maurits een offensief tegen de Twentse steden Enschede, Oldenzaal en Lingen starten, te beginnen met de veste Grol. In een correspondentie met zijn neef Willem Lodewijk van Friesland bleek dat deze de belegering afraadde, omdat de vesting te sterk was in zijn ogen. Lingen was een beter doelwit. Grol bleef echter het hoofddoel voor Maurits, hoewel hij tevergeefs het hele jaar moest wachten vanwege gebrek aan geld en troepen: 'Het aantasten van Grol, waartoe reeds beslooten was, moest, by gebrek van manschap, tot in 't volgende jaar, verschooven worden. 
In 1595 kon hij dan eindelijk aan zijn veldtocht in het oosten beginnen.

## De belegering
Op 14 juli kwam Maurits voor de stad Grol met 6000 man infanterie, enkele compagnieën cavalerie en zestien stukken geschut. Er was enige vertraging vanwege een kanon dat wegzakte bij Vragender. De gouverneur van Grol, Jan van Stirum, had troepen bij Goor liggen. Deze riep hij terug, maar ze liepen in een hinderlaag van Maurits en verloren minstens veertig man. Op 15 juli trok Maurits zijn kamp op ten westen van de vesting, zijn neef Willem Lodewijk ten oosten van de stad. Het beleg begon met de aanleg van loopgraven en approches (zigzaggende loopgraven) naar de stad. Na een week van voorbereidingen vuurde Maurits zijn karakteristieke drie waarschuwingsschoten af en beval de stad om te capituleren. Gouverneur Jan van Stirum verklaarde dat hij Grol voor 'God en Koning' zou behouden tot zijn laatste druppel bloed. Twee kanonnen in de stad vuurden geen kogels af op de belegeraars, maar met lood omgoten stukken ijzer. Ondertussen was hulp van buitenaf onderweg.

## De komst van Mondragon
De oude veldheer Cristóbal de Mondragón, die reeds 'de goede oude Mondragon' werd genoemd toen Maurits nog niet geboren was, was inmiddels 92 jaar oud en was gouverneur van Antwerpen. Hij was nog steeds legeraanvoerder in hart en nieren en klaar voor een militaire campagne. Maurits was een jonge commandant van groeiende faam. Mondragon keek niet met jaloezie maar met bewondering naar zijn carrière en verheugde zich op een treffen. Zo gauw Mondragon hoorde van de plannen van Maurits om Grol te veroveren, verzamelde hij alle manschappen die gemist konden worden voor het vormen van een leger, zodat hij een direct duel met de jonge legeraanvoerder aan kon gaan. Twee Spaanse regimenten, tweeduizend Zwitserse troepen, Waalse troepen van De Grisons en het Ierse regiment van Stanley wist hij te verzamelen. Met zijn leger van totaal meer dan 7000 infanterie en 1300 cavalerie marcheerde hij dwars door Brabant, door Gelderland, op weg naar de Rijn om die over te steken. De officieren trokken dit plan van de oude Mondragon in twijfel en de soldaten morden. Maar Mondragon liet een zetel aandragen, ging aan de oever van de Rijn zitten en beval dat hij niet eerder zou opstaan eer alle manschappen de rivier waren overgestoken. Ook gaf hij aan dat hij niet alleen Grol wilde ontzetten, maar tevens aanstuurde op een direct treffen met Maurits, tenzij deze zich zou terugtrekken. Het gemor hield op en met pontons werd de rivier overgestoken. 

Op 21 juli hoorde Maurits van de komst van de veteraan Mondragon. Alle projecten zouden nu met extra snelheid voltooid moeten worden. Batterijen en gaanderijen moesten af komen, en een brug bij Dorsten ontmanteld, wat niet lukte wegens verzet van de bevolking. Op 24 juli werd de Grol hevig beschoten en werd onmiddellijke capitulatie geëist, maar dit werd geweigerd. 

Op 25 juli, na overleg met Willem Lodewijk en andere officieren, besloot Maurits het beleg af te breken. Een stad belegeren en tegelijk een ander leger bevechten was te veel gevraagd op dat moment. Vanwege een tekort aan wagens, verbrandde hij de kampementen en alles dat hij niet direct mee kon nemen, en vertrok met zijn leger via Borculo en Ulft naar Zelhem. Op het slagveld bleven 10.000 met ijzer beklede speren achter.

Maurits leger verschoonde de regio van rondtrekkende bendes en bandieten, met zijn cavalerie en bloedhonden. Het geschut werd via Zutphen naar Doesburg gezonden. In de tussentijd was het leger van Mondragon nog steeds meer dan veertig kilometer verwijderd van Grol.
Twee jaar later, een jaar nadat Mondragon gestorven was, zou Maurits Grol wel innemen, na het Beleg van Grol in 1597.
1580: Inname van Groenlo door Rennenberg · 
1595: Maurits I · 
1597: Maurits II · 
1606: Spinola en Maurits III · 
1627: Frederik Hendrik · 
1672: Bernhard von Galen